# Muiswinkel

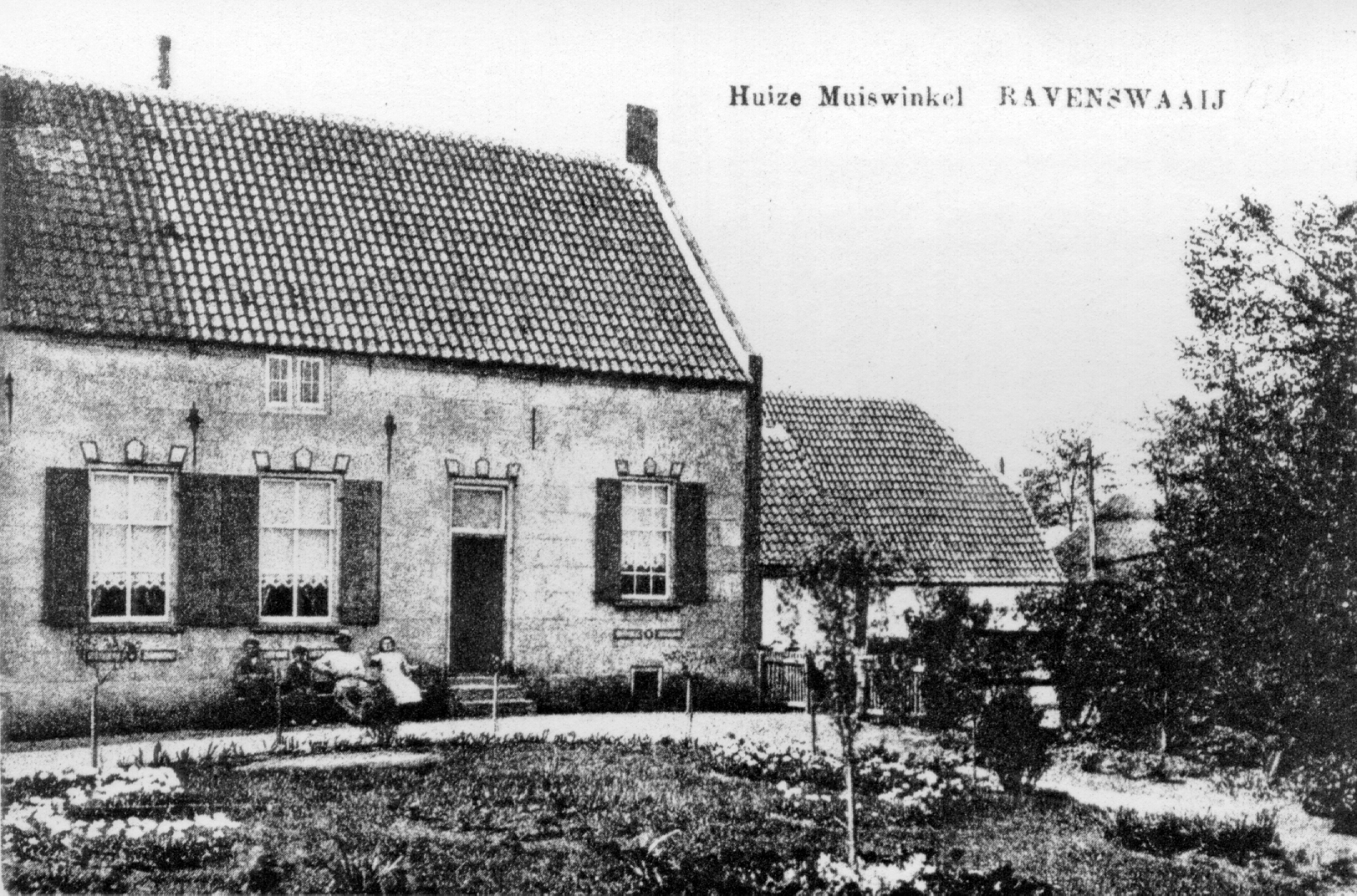
"Huize Muiswinkel Ravenswaaij". De boer zit met zijn gezin op de bank voor de boerderij met schuur en hooiberg.

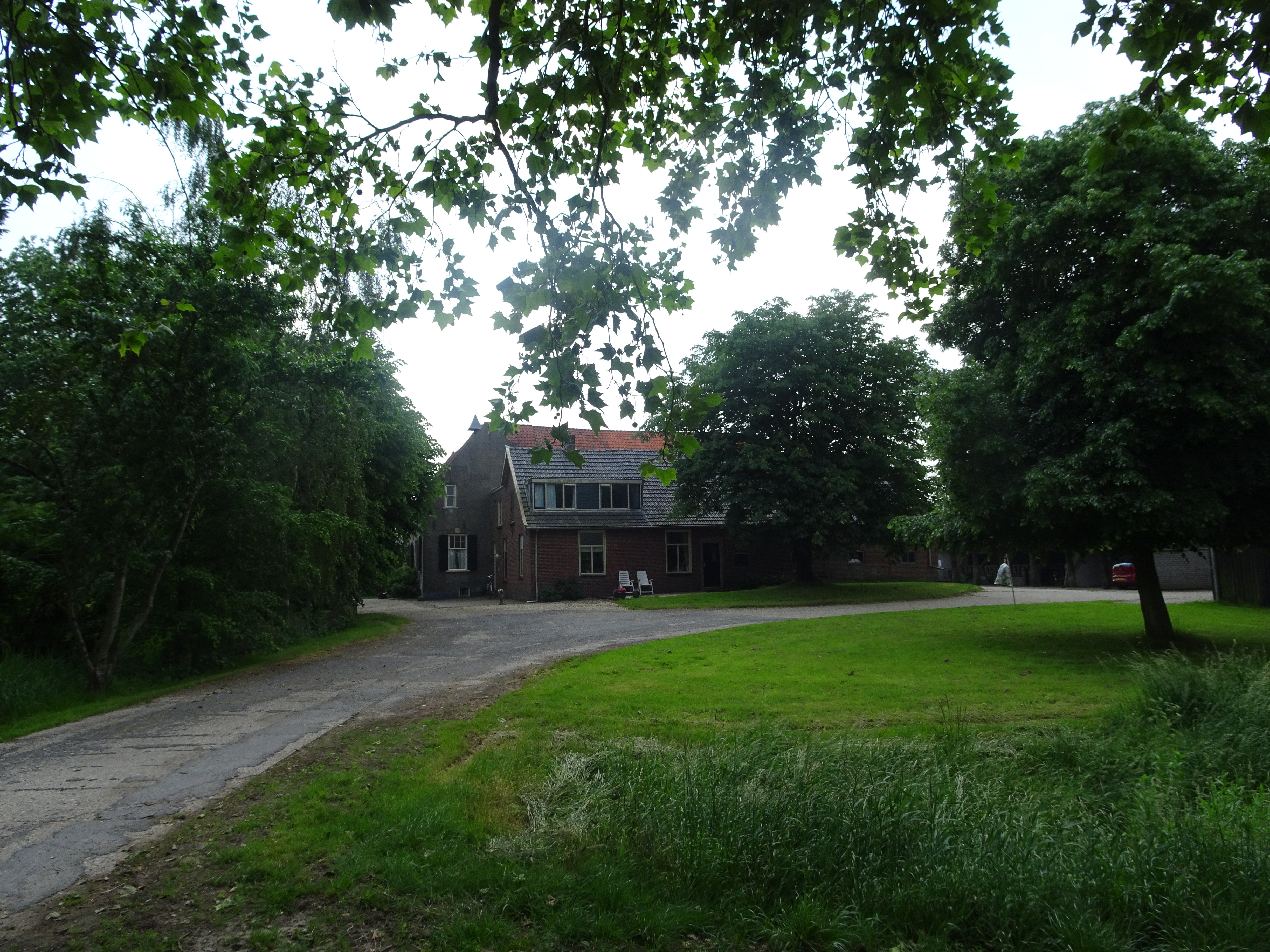
Boerderijcomplex, 2018.

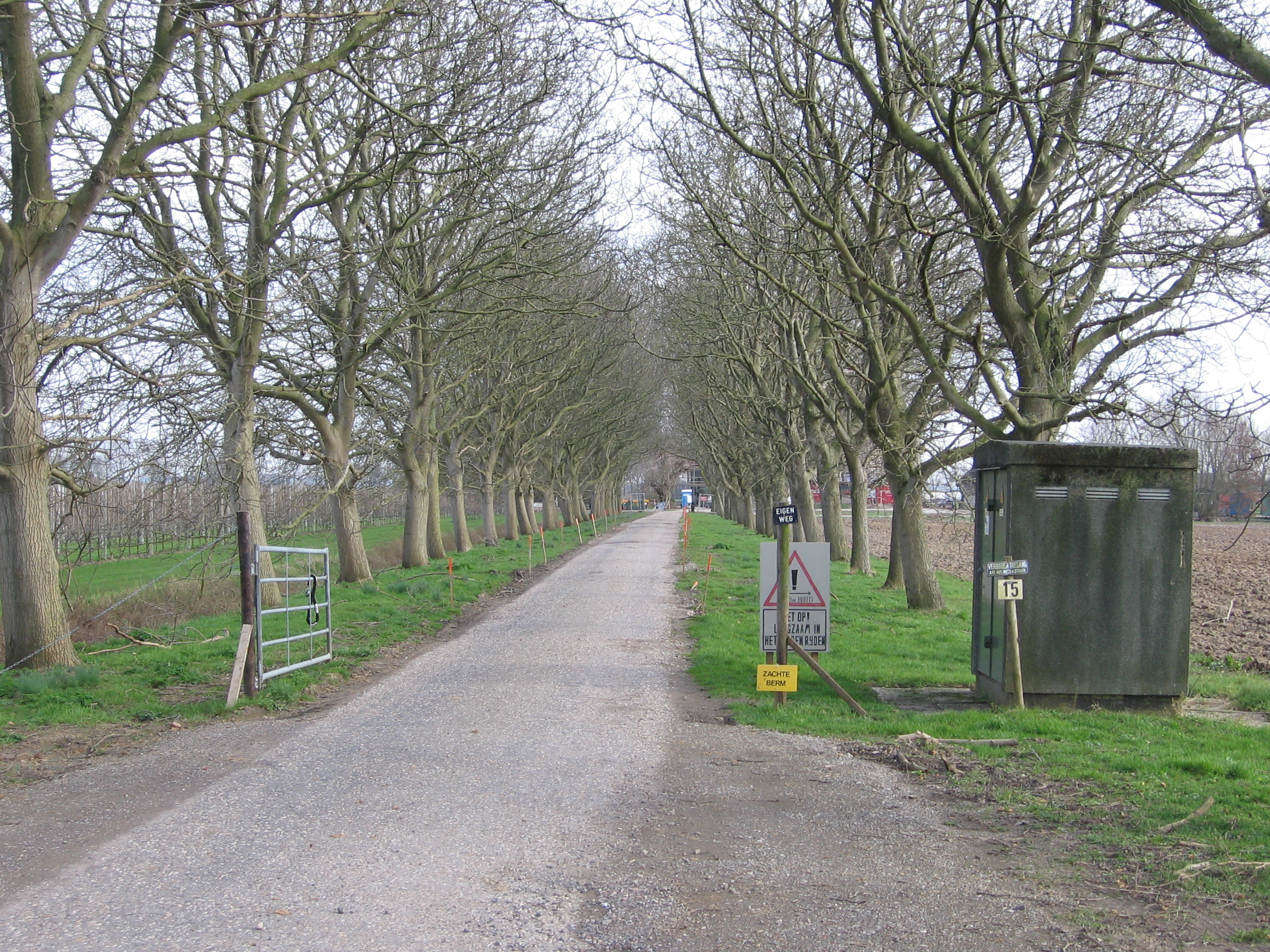
Oprijlaan, 2021.

Muiswinkel (Muizenwinkel, Muzewinckel) is een boerderijcomplex en voormalige hofstede in Ravenswaaij in de Nederlandse provincie Gelderland. Het woonerf is in privébezit en is hierdoor niet openbaar toegankelijk. De Muiswinkel stamt waarschijnlijk uit de veertiende eeuw of van rond 1300. Muiswinkel is gemeentelijk monument 0214/253 in de gemeente Buren. De hertog van Gelre beleende de heer van het nabije Culemborg in 1402 met de hofstede Muiswinkel en 52 morgen land. Het huis bestond uit een enigszins kasteelachtig gebouw, dus een versterkt huis, waartegen een lagere boerderij was aangebouwd. Het leen vererfde aan latere heren van Culemborg, tot het in handen kwam van de proost van Utrecht Marcus van Wese. Maar vanaf 1544 kregen de heren van Culemborg, te beginnen met Floris van Pallandt, Muiswinkel terug. In de achttiende eeuw kwam er een boerderij met herenkamer in de plaats van het middeleeuwse gebouw. 
Van der Aa meldde in 1847:

"Thans heeft men er nog ... een aanzienlijke boerderij, Muiswinkel genaamd, toebehorende aan den Heer A.W. baron Van Brienen, welke in vroeger tijden een kasteel schijnt te zijn geweest en geweldig beschoten moet wezen, naar de teekens, welke daarvan nog duidelijk aanwezig zijn."

Jacobus Craandijk noemde in 1884 bij de bespreking van "landgoederen in den omtrek van Beusichem" Muiswinkel in het voorbijgaan:

Ook de hofstede de Steenen Kamer, met haar iepenlaan en haar boschje, wordt als een oud kasteel beschouwd, evenals Muiswinkel, waar men nog oude muren en kelders vindt.

De herenkamer werd begin jaren '30 van de 20e eeuw afgebroken. De stenen uit de herenkamer zijn gebruikt om de oude stadspoort van Culemborg te herstellen. Bij archeologische opgravingen in 2015 werden de resten gevonden van een poortgebouw bij de inrit en een deels gedempte gracht, zodat Muiswinkel verdedigd kon worden.

## Literatuur

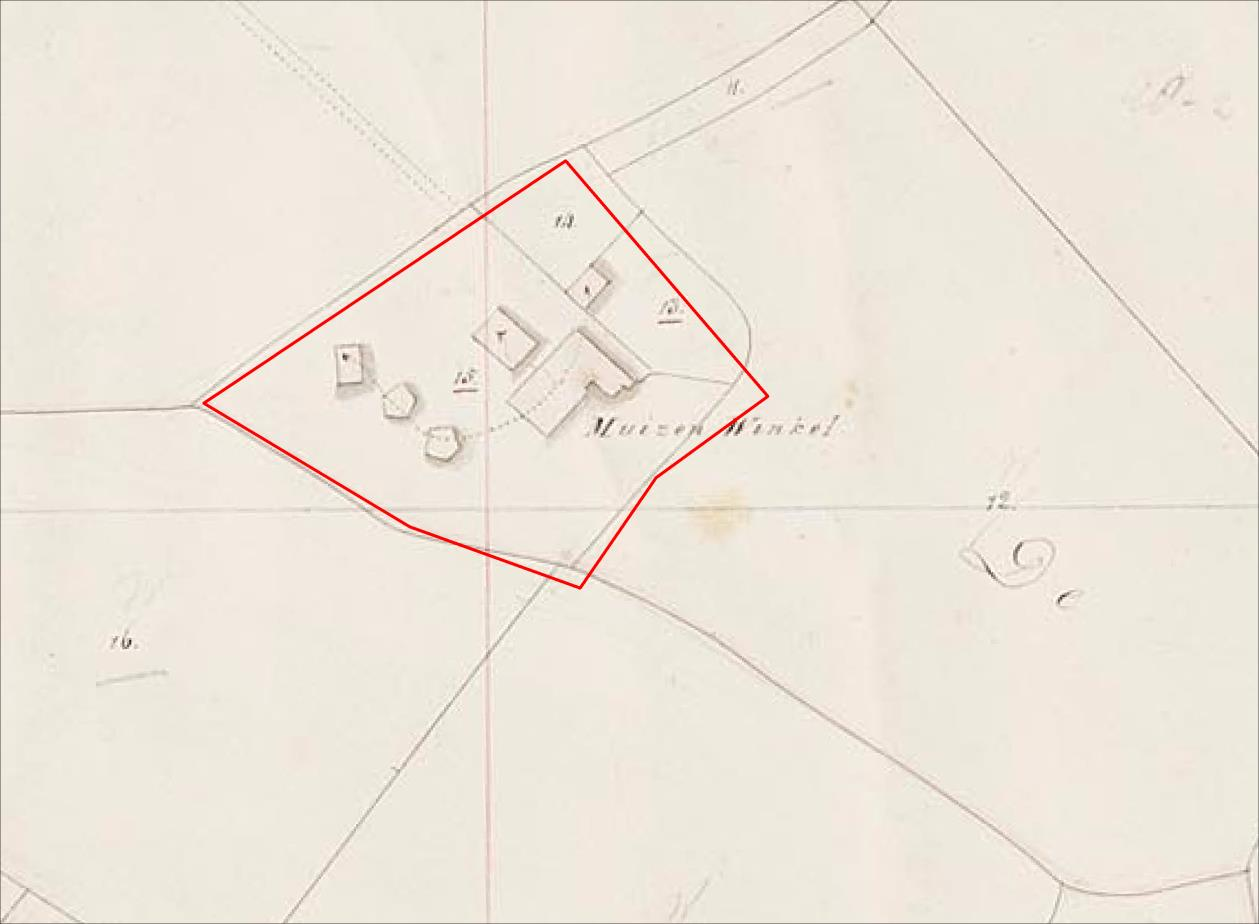
Uitsnede van "Muizen Winkel" uit de kadastrale kaart van 1832, met twee hoofdgebouwen, twee schuren en twee hooibergen.
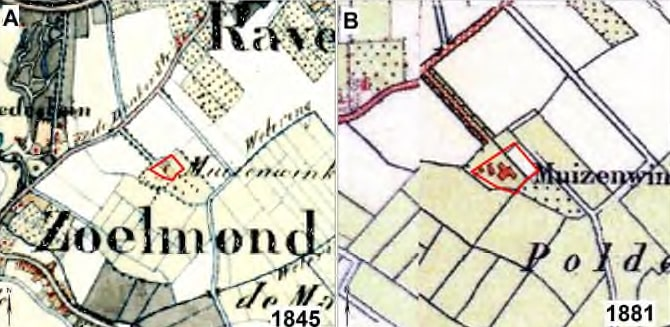
Kaarten met "Muizenwinkel" gelegen tussen Zoelmond en Ravenswaaij, 1845 en 1881.